# Natividade (El Greco)
Natividade é uma pintura de 1603-1605 da Natividade de Jesus por El Greco. Foi uma das cinco pinturas pintadas para o retábulo do altar-mor do Santuario de Nuestra Señora de la Caridad em Illescas, Toledo.
El Greco, através da mediação de seu filho, em 1603 obteve um contrato para fazer quatro pinturas. As pinturas correspondem ao período tardio do pintor. Ela e outras três ainda estão lá (Caridade, Coroação da Virgem e Anunciação),  enquanto a quinta está agora no Museu Nacional de Arte da Romênia (Casamento da Virgem).

## Análise
Vem de A Adoração dos Pastores, que El Greco havia feito para o Retábulo de Dona Maria de Aragão, neste caso a cena é simplificada para um presépio sem a presença dos pastores. El Greco pinta uma cena sombria apenas interrompida pela luz que emana da figura do Menino Jesus. Dessa forma, o pintor procura representar que no momento do nascimento de Jesus Cristo é quando o mundo conhece a Luz Divina, e apresenta o Menino como um foco de luz que guia a humanidade em seu caminho rumo à Verdade. Esta tela também mostra encurtamentos típicos do pintor, como a intrusão original da cabeça retorcida do boi em primeiro plano sob os pés da Virgem Maria, o que enfatiza ainda mais a ideia de que essas pinturas foram feitas para serem vistas de baixo.